# Едвард Руки-ножиці
«Едвард Руки-ножиці» (англ. Edward Scissorhands) — американський фантастичний фільм Тіма Бертона 1990 року. Сюжет подається як трагікомічна казка та оповідає про незвичайного юнака, Едварда, створеного винахідником, який мав замість рук ножиці. Потрапивши до міста, він попри свою дивність здобуває славу, але містяни прагнуть скористатися його довірливістю задля особистої вигоди.

## Сюжет
Взимку онука питає в бабусі чому йде сніг. Бабуся починає історію про Едварда Руки-ножиці, що жив у замку на горі, який видно з вікна. Винахідник, що жив у замку, колись створив Едварда, але не встиг завершити, бо помер. Саме з ним і пов'язана таємниця снігопадів.
Пеґ Боґс, представниця компанії Ейвон, об'їжджає жителів містечка, але так нічого і не продає з пропонованої косметики. Вона бачить замок на горі та вирушає в надії знайти хоча б одного покупця туди. На подвір'ї Пеґ бачить майстерно підстрижені кущі та заходить всередину. На горищі вона зустрічає блідого юнака Едварда, у якого замість рук прилаштовані численні ножиці. Пеґ вирішує, що Едвардові не варто продовжувати жити відлюдькувато і привозить його до себе додому.
Едвард вперше бачить світ, для нього все нове й цікаве. Юнак незграбний з одягом, столовими приборами, але надзвичайно вправний у шаткуванні страв і стрижці. Родичі Пеґ чемні з ним, але ставляться з підозрою, так само, як і пліткарки сусідки. Втім, з часом гість стає дуже популярним у місті. Його руки-ножиці стають у пригоді, коли треба підстригти кущі і він із задоволенням робить усім послуги, створюючи з рослин скульптури. Згодом він починає стригти собак і робити зачіски жінкам, чим здобуває славу. Проте чоловіка Пеґ непокоїть, як Едвард зароблятиме собі на життя. Едварда запрошують на телешоу, де йому пропонують послуги лікаря, котрий поставить замість ножиць протези звичайних рук.
Одна з домогосподарок пробує звабити Едварда, але той не піддається і не отримує приміщення для перукарні. Спроба отримати позику в банку також провалюється, оскільки Едварда за документами просто не існує. Бойфренд Кім, Джим, підмовляє Едварда обікрасти будинок батьків, щоб добути гроші і з'їхати від родини. Едвард потрапляє до в'язниці, але його виправдовують і відпускають. Тим часом жителі міста поширюють плітки й починають вірити одній жінці, котра стверджує, що Едвард — посланець диявола. Сам Едвард розчаровується в прийомній родині та містянах, відплативши їм знищенням своїх скульптур і створенням нових, страшних Проте Едвард рятує молодшого брата Кім від аварії за участю Джима. Він випадково ранить хлопчика, розгнівані містяни кидаються схопити Едварда і вчинити самосуд. Едвард повертається до свого замку, а Кім усвідомлює, що її бойфренд людина без честі, та покидає його.
Джим вривається до замку та сходиться в бійці з Едвардом. Той пронизує нападника ножицями. Кім, що прибігла туди ж, виходить до розгніваного натовпу і оголошує, що Джим і Едвард вбили один одного. Всі лишаються певними, що так і сталося.
Бабуся завершує свою розповідь, натякнувши, що вона і була Кім. Вона запевняє онуку, що Едвард і досі живий. Взимку він вирізає з льоду скульптури, а льодяні крихти, що вилітають з-під його рук-ножиць, стають снігом.

## У ролях
| Актор              | Роль               |
| ------------------ | ------------------ |
| Джонні Депп        | Едвард руки-ножиці |
| Вайнона Райдер     | Кім                |
| Даян Віст          | Пег                |
| Алан Аркін         | Білл               |
| Ентоні Майкл Голл  | Джим               |
| Кеті Бейкер        | Джойс              |
| Роберт Олівері     | Кевін              |
| Кончата Феррелл    | Гелен              |
| Керолайн Аарон     | Мардж              |
| Дік Ентоні Вільямс | офіцер Аллен       |

| Актор           | Роль       |
| --------------- | ---------- |
| О-Лан Джонс     | Есмеральда |
| Вінсент Прайс   | винахідник |
| Сьюзен Бломмарт | Тінка      |
| Лінда Перрі     | Сіссі      |
| Джон Девідсон   | хост-ТВ    |
| Біфф Йеджер     | Джордж     |
| Марті Грінберг  | Сюзанна    |
| Браян Ларкін    | Макс       |
| Джон Макмагон   | Денні      |
| Аарон Лустіг    | психолог   |

## Історія створення
Ідеєю для створення кінокартини послужив малюнок, який Тім Бертон намалював ще будучи підлітком. Початково «Едвард Руки-ножиці» задумувався як мюзикл. Прообразом містечка, в якому з'являється Едвард, послужило рідне місто режисера Тіма Бертона Бербанк (Каліфорнія, США). В фільмі були використані справжні будинки однієї громади у Флориді. Вони залишилися повністю недоторканими, за винятком тих яскравих кольорів, в які їх перефарбували. Під час зйомок Едварда Руки-ножиці Тім Бертон паралельно знімав документальний фільм «Розмови з Вінсентом». Фільм не був закінчений через смерть виконавця ролі головного героя — культового актора Вінсента Прайса.
Як претенденти на роль Едварда також розглядалися Том Круз, Роберт Дауні молодший і Джим Керрі. Для того, щоб виконати роль Едварда, Джонні Деппу довелося скинути 25 фунтів (10 кг). У сцені, де Едвард біжить назад додому, в замок на горі, актор Джонні Депп знепритомнів через перегрів внаслідок тривалого носіння шкіряного костюма, в який весь фільм одягнений Едвард. Найдовший монолог, вимовний Джонні Деппом в картині, складається з 16 слів. За весь час головний герой вимовляє тільки 169 слів. Бертон заявив, що Едвард для нього «був чимось на зразок улюбленого собаки».

## Вплив
- Наприкінці 2005 року скандально відомий театральний режисер Метью Борн поставив на музику Денні Ельфман балет «Едвард Руки-ножиці», основою для якого послужив фільм Бертона. Композитор фільму Деніел Ельфман дописав ряд музичних уривків до балету.